# Брэгг, Уильям Генри
Сэр Уильям Генри Брэгг (англ. Sir William Henry Bragg; 2 июля 1862 года, Уигтон, Камберленд, Англия, Великобритания — 12 марта 1942, Лондон, Англия, Великобритания) — английский физик, лауреат Нобелевской премии по физике за 1915 год (совместно со своим сыном У. Л. Брэггом).
Член (1907) и президент (1935—1940) Лондонского королевского общества, иностранный член Парижской академии наук (1938; корреспондент с 1922).

## Биография

### Ранний период жизни

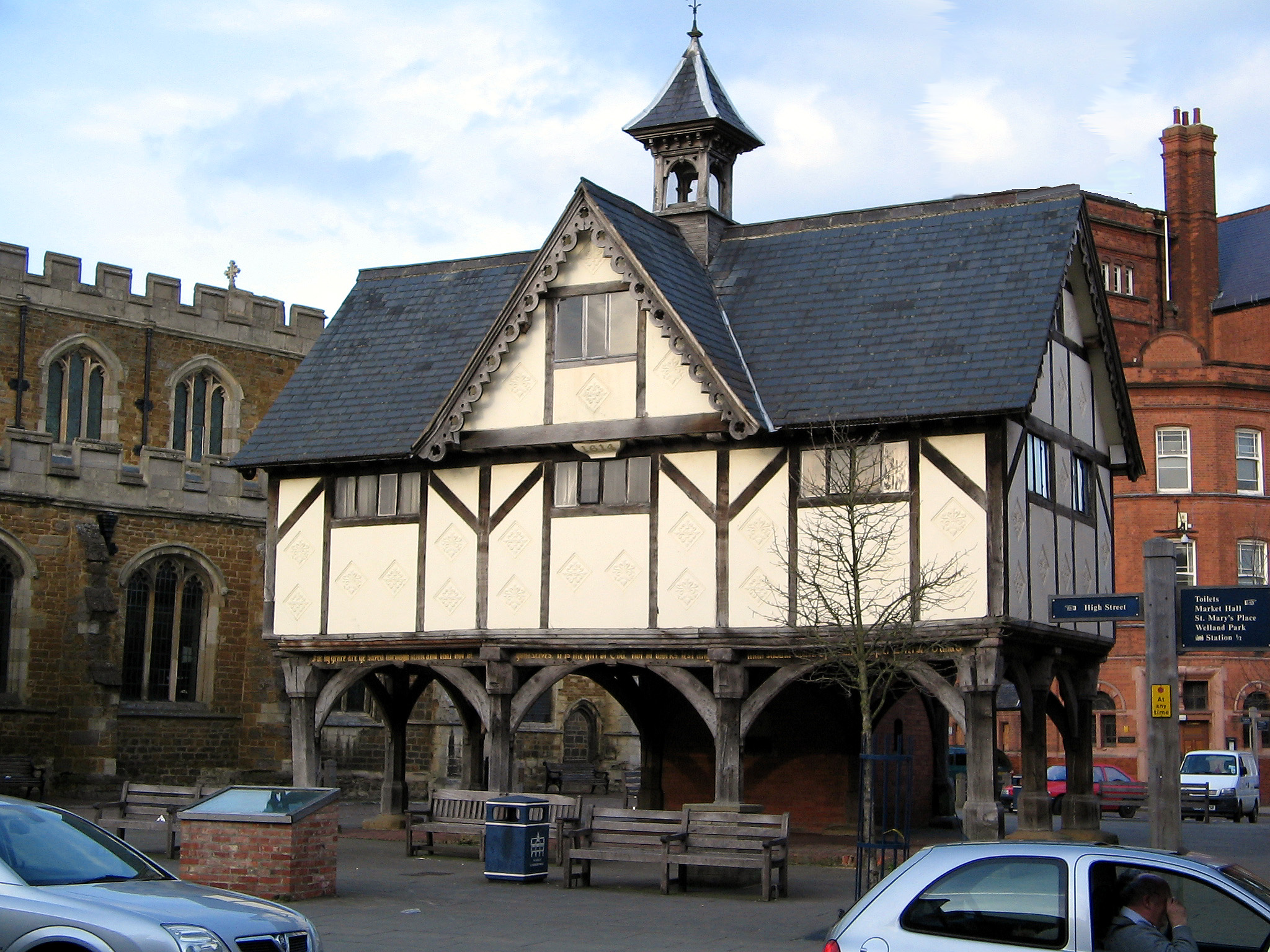
Гимназия в Маркет-Харборо

В конце пятидесятых годов XIX века Роберт Джон Брэгг, 25 лет, оставил службу в торговом флоте, купив на заработанные деньги ферму Стоунрейс, расположенную в Вестварде, около Уигтона, в Камберленде. Здесь он обосновался и начал свою фермерскую жизнь. В 1861 году он женился на Мэри Вуд, дочери приходского священника, и через год, 2 июля 1862 года у него родился сын Уильям Генри Брэгг, ставший впоследствии президентом Лондонского Королевского общества. В семилетнем возрасте Брэгг лишился матери, после чего вместе с отцом переехал в город Маркет-Харборо графства Лестершир, где проживали два его дяди по отцовской линии. Он обучался сначала в местной гимназии, восстановленной его дядей Вильямом Брэггом, а c 1875 года — в колледже короля Вильгельма на острове Мэн.
Таковы его слова о своей матери: «Я не помню её достаточно хорошо, ибо она умерла, когда мне было 7. Вероятно, она была приятной и доброй женщиной. Помню, однажды, я сидел за кухонным столом, а она раскатывала тесто, как я вдруг обнаружил, что могу свистеть: мы пристально посмотрели друг на друга, и в этот волнующий миг я был горд своим новым умением…». О школе, в которую Уильям ходил в семилетнем возрасте, он писал так: «Дяде Вильяму в 1869 году удалось переучредить старую гимназию в Маркет-Харборо. Он имела затейливую архитектуру, возвышаясь над деревянными колоннами, под ней находился магазинчик по продаже масла. Назначенный руководитель, которого звали Вуд, был способным человеком, и школа выросла. Я был один из 6 учеников, когда школа открылась после длительного перерыва. Наверное, из-за связи моего дяди с этой школой в конце первого года после открытия, меня отдали туда с оплатой 8 фунтов в год. В качестве поощрения — на тот момент мальчиков, желающих учиться было больше 6 — выбрали меня, и я стал учеником, ещё не зная, каково это… Школа была достаточно хорошая, и я успешно закончил её достаточно быстро; в 1873 году я поступил в колледж, оказавшись самым молодым из поступивших. Меня приняли в третий класс, я считал, что способен пойти дальше, но правила запрещали переходить в следующий класс тем, кто не сдал историю церкви — её я завалил, равно как и греческий».

### Тринити-колледж
В 1880 году, когда Уильяму исполнилось семнадцать, он попытался поступить в Тринити-Колледж в Кембридже, на публичном экзамене его заметили, но посчитали слишком молодым и рекомендовали вернуться в школу ещё на год. На следующий год он попробовал снова, но проявил себя не очень удачно, и тем не менее его зачислили на небольшие курсы, приняв во внимание прошлогодние заслуги.
На следующий год он снова предпринял безуспешную попытку, но был выбран слушателем в силу прошлых заслуг. В своих заметках Брэгг объяснял свой застой усилением религиозных настроений в школах — мальчики были напуганы вечным проклятием и адским огнём и сильно заботились о том, что им стоит делать, чтобы спастись. «Это был действительно ужасный год», — говорил Брэгг, и, хотя он был религиозным человеком, добавлял: «На долгие годы Библия стала отталкивающей книгой, которую я старался не читать». Эти слова взяты из его личных заметок для Ридделевской мемориальной лекции на тему «Наука и религия», прочитанной за год до его смерти; он также заметил: «Я уверен, что я не единственный молодой человек, у которого литературная интерпретация Библейских текстов вызвала годы острого страдания и страха». И эти чувства были знакомы многим его слушателям.
Поступив в Тринити-колледж, уже в 1882 году он стал именным стипендиатом, а в 1884 году — стал третьим по успеваемости выпускником, сдавшим на отлично первую часть бакалаврского экзамена.

### Университет Аделаиды

#### Поступление на преподавательскую должность
Он продолжил учиться в Кембридже, принимая участие в сдаче третьей части экзамена и посещая лекции, включая те, которые читал Дж. Дж. Томсон, получивший в 1884 г. звание Cavendish Professor. В конце 1885 года Томсон поинтересовался, не хочет ли Шеффард, лучший студент на курсе Брэгга, попробовать себя на поприще преподавателя математики и физики в университете Аделаиды, вместо ушедшего Хораса Лэмба. Однако Шеппард не подал свою кандидатуру, и Брэгг решил попытать счастье. Вместе с двумя другими кандидатами он предстал перед выборщиками: главным представителем Сэром Артуром Блайсом, Дж. Дж. Томсоном и Хорасом Лэмбом, и после должного вводного курса был избран на этот пост. Роль, сыгранная Томсоном в предоставлении Брэггу должности в Австралии, описана в письме к Томсону от 17 декабря 1936 года, передающем Маэстро поздравление с восьмидесятым днём рождения: «Я должен позволить себе добавить мои персональные поздравления Вам. Пятьдесят лет назад я прошёл вместе с Вами этот путь, на котором Вы были лектором, а я слушателем. Вы случайно задали вопрос, заставивший меня сразу после лекции побежать на телеграф и подать заявление на должность, которую Лэмб освободил».
Брэгг ликовал. Оклад 800 фунтов в год, очень приличный доход в те годы, был намного выше того, который он ожидал в этом возрасте и о котором он думал, переезжая в другую страну.

#### Жизнь в университете
Жизнь в Австралии сначала ему понравилась. «Приезд в Австралию был как солнце и свежий укрепляющий воздух», — писал Брэгг. Прежде всего он завёл дружбу со всеми вокруг, особенно с Тоддами. Чарльз Тодд, глава семьи, был начальником почтового отделения и астрономом при правительстве Южной Австралии; в 1889 году он был избран членом Лондонского Королевского общества, позднее стал Рыцарем Командором ордена св. Михаила и св. Георгия. Три года спустя после своего приезда Брэгг женился на дочери Тодда Гвендолин. Трое детей от их счастливого брака — Уильям Лоуренс, впоследствии Сэр Лоуренс Брэгг; Роберт, убитый в первую мировую войну в Дарданеллах, и Гвендолин, впоследствии миссис Олбани Кэрол — родились в Австралии.
В Австралии Брэгг начал заниматься экспериментами — тем, чем он почти не занимался в Англии. Вскоре после открытия Рентгеном Х-лучей (1895) Брэгг собрал первую в Аделаиде рентгеновскую трубку, которая, возможно, была первой и во всей Австралии. Он всё ещё не пытался сделать каких-либо оригинальных исследований, и не сомневался, что ему предопределено вести приятную и полезную жизнь как популярному преподавателю и хорошему другу в обществе Аделаиды, в соответствии со своим общественным положением. В сорок лет Брэгг накопил достаточный опыт преподавания и имел хорошо развитое критическое чувство. Он был зрелым мыслителем, но не осуществил ничего, что можно было бы назвать исследованиями. Его зрелость и долгие тренировки в выступлениях были безмерно полезны ему, когда он делал своё открытие.

#### Научная деятельность в университете
В январе 1904 года Австралийская ассоциация развития науки собралась в городе Данидине в Новой Зеландии, и Брэгг воспротивился назначению президентом ассоциации в области астрономии, математики и физики. Во время ранних открытий в области радиоактивности всё внимание было приковано к физике, и исследования с попытками поймать электрон имели место и в лаборатории Кавендиша и во многих других. Волнующие открытия в новой области сыпались как из рога изобилия. В частности, вышла вторая знаменитая статья Леннарда, в которой было показано поглощение катодных лучей веществом. На его адрес Брэгг написал работу о радиоактивности и свойствах электрона, и впоследствии сильно заинтересовался вопросом проникновения элементарных частиц в вещество. В то время атом представляли в виде некоторого количества электронов, распределённых в положительно заряженной области (модель Томсона), или в виде модели тесно связанных положительного и отрицательного зарядов — концепция нейтральных пар (модель Леннарда). Концепция нейтральных пар использовалась Брэггом позднее в другой связи. В этой теории сравнительно сильные локализованные электростатические силы разделены большим пространством, в котором они существенно ослабляются. Рассеяние пучка электронов в экспериментах Леннарда представляет собой эффект отклонения благодаря прохождению через силовые центры.
В таком случае, считал Брэгг, альфа-частицы должны за счёт своей массы пролетать сквозь тонкий слой фольги, практически не меняя своего направления, в таком случае экспоненциальный закон, который выполняется для пучка электронов, не выполняется для пучка альфа-частиц. По его собственным словам, сказанным в 1904 году, «было бы некорректно говорить, что количество излучения, проходящего расстояние x в среде, пропорционально выражению exp(ax), лучше сказать, что:
(1) Количество частиц, проходящих данное расстояние, практически не зависит от его длины до достижения критического значения, за которым происходит резкое падение.
(2) Энергия частиц, проходящих заданное расстояние, постепенно уменьшается по мере увеличения расстояния и падает до 0 на том же критическом пороге». (Это событие выделено, поскольку показывает типичные для Брэгга ясность и точность, способность выражать простым языком сущность современной проблемы. До тех пор, пока ему не удавалось ограничить свои мысли до состояния, в котором возможно простое и ясное выражения мыслей, он чувствовал себя не в своей тарелке).
Несколько месяцев спустя, когда запрошенный им бромид радия поступил в его распоряжение он, при участии Климана в качестве ассистента, начал свои классические исследования диапазона альфа-частиц и смежных вопросов ионизации, создаваемой этими частицами и задерживающей способности веществ. Используя электрометр, который измерял ионизацию, создаваемую в тонком слое воздуха между газом и пластиной, в качестве измерительного инструмента, он точно определил границы диапазона альфа-частиц и изменения ионизации вдоль их пути, полученных из радия, который достигал равновесия со своими продуктами в 4 диапазонах, соответствующим частицам из радия, радона, радия А и радия С, в соответствии с теорией Резерфорда, которая таким образом была подтверждена. С помощью Климана он нашёл «задерживающую способность» вещества, которая была примерно пропорциональна квадратному корню из атомного веса. Учитывая сложность явления, происходящего при поглощении частиц веществом, было бы интересно и логично, если бы такое правило соблюдалось во всем диапазоне элементов. Он легко сообщался с Резерфордом о работе над частицами, чьи свойства были получены независимо разными путями
Он также провёл фундаментальные исследования влияния ионизации, создаваемой альфа-частицами, на свойства и поведение вторичных электронов выбитых из вещества бета- и гамма-излучением. Электронов, которые он называл бета-излучение или вторичное бета-излучение. В некоторых экспериментах по бета-лучам он сотрудничал с Джоном Мадсеном. Эксперименты на вторичных электронах, выбитых гамма-лучами были важны для развития теоретических взглядов Брэгга. Они позволили установить, что скорость бета-лучей зависит не от интенсивности, а от их «качества», увеличивающегося с ростом проникающей способности последних, а также тот факт, что скорость бета-лучей не зависит от атома, их испускающего. Эти результаты, показанные Садлером и другими, применимы к бета-частицам испущенным веществом после воздействия произвольного рентгеновского излучения. Большей частью на подобных экспериментах Брэгг базировал свои взгляды на корпускулярную теорию рентгеновских лучей, взгляды, которые, как показали его дальнейшие эксперименты, требовали изменений. Парадокс одновременного сосуществования свойств частиц и волны была любимой темой Брэгга, к которой мы вернёмся позднее. Фундаментальные исследования, которые были проведены быстро и успешно в Аделаиде между 1904 и 1908 годами, быстро укрепили его известность по всему миру физики как первоклассного исследователя.

### Возвращение в Англию и научное признание
Он был выбран членом Королевского общества в 1907 году, меньше чем через 3 года после чтения его первой оригинальной публикации. Его кандидатуру предложил Резерфорд. Было неизбежно, что его позовут в профессора в Старом свете. В 1908 году он получил приглашение на должность профессора физики в Лидс, которое вернуло его в Англию. За время 22-летнего проживания в Австралии Брэгг приобрёл репутацию надёжного человека и хорошего друга. Он имел множественные связи с Аделаидой и целиком наслаждался жизнью. В последние годы он всегда говорил о Южной Австралии с огромной любовью.
В Лидсе Брэгг поначалу был целиком занят организацией обучения в лаборатории, и естественно практически не проводил экспериментов. Он выработал свои взгляды, что рентгеновские лучи и бета-частицы имели корпускулярную природу, а отсутствие притяжения в магнитном и электрическом полях он объяснял гипотезой, что элементарные лучи по своей природе являются нейтральным дуплетом — электрон, у которого есть тёмный плащ в виде положительного заряда, нейтрализующего его собственный заряд, и если говорить захватывающими словами Брэгга, несмотря на то, что эта картина больше не была удовлетворительна, он принимал во внимание многие свойства излучения, которые обрели форму в квантовой теории. В частности, Брэгг настаивал на том, что множество экспериментов показывающих, что элементарные бета- или гамма-лучи были определёнными единицами, а не распространяющейся волной, как и было на самом деле. Дуалистическая теория также с успехом объяснила в общем виде разные аспекты превращения катодных лучей в рентгеновские и освобождение электронов рентгеновскими и гамма-лучами. Это было использовано для того, чтобы сконцентрировать внимание на том аспекте, что излучение является частицами, который играет важную роль в современных теориях.
Во время работы над вторичным излучением Брэгг пришёл к выводу, что ионизирующая способность рентгеновских лучей является ненаправленной, потому что вторичные электроны освобождаются первичными рентгеновскими лучами. Он был первым, кто утверждал этот важный факт и подтвердил эти выводы экспериментами, проведёнными в сотрудничестве с Портером, результаты которых были опубликованы в 1911 году.
Открытие Лауэ, Фридриха и Книппинга объявленное в июне 1912 года, что рентгеновские лучи дифрагируют, проходя через кристалл, вызвало сенсацию в мире физики. Брэгг был очень заинтересован этим явлением, вот что он писал в ноябрьском номере «Nature» за этот год: «Доктор Туттон предполагал, что новый эксперимент, возможно, позволит показать различия между волновой и корпускулярной теорией рентгеновских лучей. Нет сомнений в правильности его предположения. Если эксперимент поможет доказать единство природы рентгеновского излучения и света, тогда теория нейтральных пар окажется несостоятельной в объяснении всех фактов поведения излучения. С другой стороны свойства рентгеновских лучей хорошо описываются квазикорпускулярной теорией, и точные свойства света могут быть интерпретированы подобным же образом. Возникающая проблема, по моему мнению не решается посредством какой-то из этих теорий, но может быть разрешена посредством иной теории включающей возможности обеих.»
Теория дифракционных пятен, которую Лауэ создал в результате размышления над трёхмерной решёткой, была довольно сложна и включала в себя предположения об интерференции волн в трёхмерном пространстве. В том же году Брэгг предоставил более простое объяснение этого явления, приняв во внимание отражение волн от параллельных слоёв атомов или дифракционных точек, каждая из которых является набором параллельных кристаллографических плоскостей, которые действуют как отражающие поверхности для излучения, длина волны которого подчиняется закону Брэгга
λn=2d sin α
, где d — это расстояние между параллельными кристаллографическими плоскостями, α- угол, дополняющий угол падения.
Таким образом, чем более плотно расположены данные кристаллографические поверхности, тем сильнее отражение, то есть плоскости с более высокими индексами отражают слабее. Брэгг начал проводить эксперименты над отражением рентгеновских лучей, согласно своей интерпретации этого явления, вместе со своим сыном, и затем, в начале 1913 года, вышла их первая совместная работа, которая заложила основание науки, занимающейся анализом кристаллов с помощью рентгеновских лучей.
До начала Первой мировой войны (1914) Брэгг написал ещё 5 классических работ, при написании одной из которых — по структуре алмазов — он также сотрудничал со своим сыном. Среди тем, над которыми он трудился, были:
Общая технология работы рентгеновского спектрометра,
характеристики поглощения различных излучений и его эффекты,
структура серы и кварца и
общие вопросы энергии.
Исследования, проведённые совместно с Пирсом, привели их к закону Брэгга-Пирса, в соответствии с которым, если удерживать частоты ниже полосы в которой происходит нарушение непрерывности поглощения, то коэффициент поглощения атома пропорционален четвёртой степени атомного номера и длине волны в степени 5/2. В ранних экспериментах Брэгг использовал ионизационную камеру для обнаружения и регистрации лучей. В своих ранних работах Брэгг научился преодолевать сложности, связанные с таким типом измерений, и он вместе со своим сыном имел блестящий успех при использовании ионизационного спектрометра. Фотографический метод уже использовался в это время Мозелем в своих классических исследованиях, Брэгг стал использовать его позднее.
Работы Брэгга и его сына Лоренса в 1913—1914 годах заложили основу новой ветви науки, имеющей огромное значение — анализ кристаллической решётки при помощи рентгеновских лучей. В фундаментальных исследованиях рентгеновских лучей при помощи их дифракции на кристаллах благодаря Лауэ и его коллегам были подтверждены их волновые свойства. Также использование рентгеновских лучей как инструмента для систематического исследования структуры кристаллов стало возможно исключительно благодаря Брэггу. Его заслуги были отмечены Нобелевской премией по физике в 1915 году и последующим формальным признанием в Лейпциге, в 1928 году.

### Деятельность в период Первой Мировой войны
Внезапно вспыхнувшая в 1914 году война застала Брэгга в Лидс за кропотливой работой и экспериментами по изучению кристаллической решётки. В университете его считали светилом науки, и он даже занимал кабинет проректора. В 1915 году он продолжал работы с гамма-лучами, и, помимо прочего опубликовал статью о кристаллах типа шпинели. В этом году он получил звание профессора физики в университетском колледже Лондона, но мало-помалу оказался втянут в военные разработки.
В июле 1915 года был учреждён Комитет по изобретениям и исследованиям, который давал Адмиралтейству экспертные оценки по организации и поддержке научных разработок, полезных флоту, и Брэгг стал её членом.
Подводные лодки представляли всё более серьёзную опасность, и были необходимы методы акустического поиска подводных объектов. Брэггу было поручено руководить разработками методов обнаружения звуковых источников под водой, проводимых противоподлодочным отделением Адмиралтейства. В апреле 1916 года он был назначен заместителем директора по исследованиям в адмиралтейском исследовательском центре в Хоксридже. В Адмиралтействе Брэгг столкнулся с разнообразными проблемами (подробнее в работе «Recollections and Reflections» J.J.Thomson), и ему пришлось построить свою лабораторию в Parketson Quay, Гарвич, где он в 1917 году начал работу, руководя при этом другими физиками, в том числе A.O.Rankine. Разработанный Брэггом и его сотрудниками гидрофон, подводное звукоулавливающее устройство, сыграл важную роль для обороны от подводных лодок. Позже он был описан Брэггом в его «World of Sounds», книге, написанной на основе его Рождественских лекций в Королевском Институте, из которых две содержали отчёты, представленные в «Engineering» 13 июня 1919 года. На протяжении всей серии противо-подлодочных работ были развиты многие методы и инструменты, которые в дальнейшем оказались полезными. Помимо научного признания, за свои военные разработки Брэгг удостоился Превосходнейшего ордена Британской Империи и звания Командора Большого Креста в 1917 году, а в 1920 году был посвящён в Рыцари Большого Креста. В том же 1920 году стал почётным членом Тринити-колледжа в Кэмбридже. Это событие было ему особенно приятно.

### Работа в Университетском колледже Лондона
После войны Брэгг продолжил прежнюю работу в качестве профессора физики в Университетском колледже Лондона и тут же занялся исследованиями. Он собрал несколько молодых исследователей, из которых следует упомянуть Бекхурста, и основал там свою научную школу после того, как секреты кристаллической решётки были освещены в Королевском Институте.
В 1921 году к нему присоединились Шерер, Астберри и, чуть позже, Мюллер и мисс Ярдли (миссис Лонсдейл в замужестве). В те дни Брэгг не только руководил работой других людей, но и собственноручно ставил эксперименты, садился за спектрометр при первой же возможности. В начале своего научного пути в Университетском колледже он пользовался старой проверенной ионизационной камерой, но постепенно отказался от неё в пользу фотопластинки. Оборудования в колледже поначалу не хватало, и Брэгг со своими студентами, в частности, Мюллером и Шерером, принялись разрабатывать новые приборы. Они научились использовать рентгеновские трубки, как с нитью накала, так и заполненные газом, ввели в оборот самоочищающиеся трубки, которые оказались довольно востребованы в последующие годы. Дело в том, что в то время вакуумные насосы были ещё недостаточно эффективны, и трубки с нитью были довольно проблемным инструментом. Эта работа была поддержана щедрым грантом от Департамента научных и промышленных исследований, который остался крайне доволен результатом.
В Университетском колледже Брэгг впервые столкнулся с кристаллической решёткой в органических соединениях. До этого он работал с монокристаллами и использовал порошковый метод. Он представил результаты исследований по нафталину и его производным в Физическом Обществе в 1921 году в качестве президента, на должность которого был избран год назад. В своих работах он основывался на идее, что бензольное или нафталиновое кольцо — это реально существующая структура, сохраняющая свои размеры и свойства от соединения к соединению. К счастью для химиков-органиков, его исследования подтвердили гипотезу. Эта работа послужила началом ряда исследований различных классов органических соединений, которые позже были представлены Королевскому Обществу. Также Брэгг сделал предположение касательно структуры льда и на ежегодном приёме в Alpine Club представил модель, сделанную из мягкого воска, при помощи которой объяснил, почему при нагревании связи ослабевают.

### Деятельность в Королевском Институте

#### Рождественские лекции
В 1919 году произошло на первый взгляд несущественно событие, которое тем не менее сильно повлияло на дальнейшую жизнь Брэгга — он прочитал Рождественские лекции («курс лекций, адаптированный для юношеской аудитории») в Королевском Институте. Курс назывался «Мир звуков». Прочитав его, Брэгг не только стал известен как хороший лектор, но также показал свои незаурядные качества, смог по-новому показать объект своих исследований. Шесть прочитанных им лекций носили названия «Что есть звук», «Звук и музыка», «Звуки в городе», «Звуки в стране», «Звуки в море», «Звуки на войне». Его умение объяснять на пальцах и влияние на молодых людей сделали его известным в широких кругах.
Чтение Рождественских лекций было одной из первых обязанностей Брэгга в Институте. Он назвал их в честь знаменитого стихотворения Лукреция — «О сущности вещей» и рассказывал на них об атомах, газах, жидкостях и кристаллической структуре, вкладывая в это занятие всё мастерство и неповторимое очарование. Он всегда производил впечатление на юношескую аудиторию, для которой и предназначались эти лекции. Дважды, в 1925 и 1931 годах, он давал лекции «Старые ремесла и новые знания» и «Вселенная света». Первые лекции пролили свет на его собственный практический интерес в научных исследованиях, которые он позже выразил в речи «Промышленность и наука, произнесённой в Британской Ассоциации в Глазго в 1928 г.»

#### Занимаемые должности
В 1920—1922 годах Уильям Генри Брэгг являлся президентом Лондонского общества физиков, а c 1925 по 1927 год — президентом Института физики.
Вероятно, благодаря успешному лекторскому опыту он был назначен читать лекции в 1923 году вместо ушедшего из жизни Сера Джеймса Девара. За тот период он был в должностях Fullerian Porfessor of Chemistry в Королевском институте, директором лаборатории там же, суперинтендантом Дома, директором исследовательской лаборатории Деви-Фарадея. Fullerian Professor — это должность, занимающий которую не имеет чётких обязанностей. Суперинтендант Дома отвечал целиком за обеспечение гладкой и беспроблемной деятельности Общества. Лаборатория Деви-Фарадея была основана доктором Людвигом Мондом. Таким образом, Брэгг руководил всей научной деятельностью Англии. Такой должности, конечно, не существовало, но было гораздо проще и удобнее иметь единую администрацию.

#### Лаборатория Деви-Фарадея
Девару на момент смерти было за восемьдесят. После его смерти Брэггу пришлось перекроить весь научный процесс, например, работу в лаборатории Деви-Фарадея, которую Брэгг направил в русло исследований кристаллической решётки. Он взял с собой из Университетского колледжа Мюллера и Шерера, которые занимались разработкой приборов для работы с ренгреновскими лучами. Также они продолжили работу с макромолекулами, что потребовало дальнейшей разработки теории пространственных групп. Под личным руководством Брэгга Мюллер занимался жирными кислотами, в области органической химии это был довольно популярный объект исследований в то время. Его сын в то время занимался кристаллической решёткой неорганических соединений. Среди прочих сотрудников лаборатории стоит упомянуть J.D.Bernal, R.E.Gibbs, занимавшихся структурой кварца, мисс Ярдли (впоследствии, миссис Лонсдейл), которая была опорой всей лаборатории, мисс C.F.Elam, (впоследствии, миссис Типпер), известную работами по металлам, W.T.Astbury, который пришёл из Университетского колледжа и изучал кристаллическую решётку в живых организмах, например в волосах и панцирях, J.M.Robertson, который пришёл чуть позже и занялся изучением кристаллической решётки антрацена и нафталина, а также развивал методы Фурье-анализа для определения структуры кристаллической решётки. За то небольшое время в лаборатории поработали и другие выдающиеся личности. Она быстро выросла во всемирно-известный исследовательский центр. Брэгг больше не мог проводить за своими исследованиями столько же времени, сколько раньше, но работа продолжала кипеть благодаря его мудрому руководству и интуиции.

#### Руководство Королевским Институтом
Под руководством Брэгга в Институте произошло много важных перемен. В 1929 году началась полная реконструкция здания Королевского Института. Стало ясно, что здание не удовлетворяет актуальным на тот момент требованиям безопасности, в том числе противопожарной, и с их учётом были перестроены все лекционные аудитории. Брэгг лично принимал участи в процессе реконструкции. Также он принимал живое участие в последующей реконструкции здания в 1936 году. Также была существенно обновлена лаборатория Деви-Фарадея. В частности, был установлен огромный генератор рентгеновских лучей, разработанный Мюллером. Он мог вращать исследуемый образец, умел охлаждать воду и потреблял 50 киловатт электроэнергии. Кроме того, была установлена трубка меньшего размера, потреблявшая 5 киловатт. Большая мощность позволяла ускорить процесс измерения, уменьшить время экспозиции и улучшить разрешение прибора. Это позволило работать с образцами меньших размеров, а также с органическими соединениями.
Брэгг держался передовых идей в физике, извлекал из них пользу. Даже когда он оказывался не в состоянии разобраться со всеми математическими выкладками в новейших исследованиях, он выбирал наиболее полезные на его взгляд и давал им зелёный свет. Например, в 1928 году он пригласил Шредингера прочитать курс лекций по разработанной им волновой механике. Он вернулся с некой гордостью касательно его прошлых совместных с Клееманом и Мадсеном экспериментов, о которых только что рассказал миру, со словами: «Должен признаться, я считаю, что проведённые нами эксперименты подтверждают корпускулярную гипотезу Эйнштейна. … До этого я считал, что рентгеновские и гамма-лучи никак не связаны с этим вопросом.» Он закончил мысль словами: «Теперь наконец стало совершенно ясно, что атомы, электроны, волновые движения, энергии, моменты — всё это реальность. Но всё ли это? Вероятно, волновой характер свойственен только фотонам или и другим частицам тоже? Мы можем только ждать». Очевидно, он говорил об экспериментах Девидсона, Гермера и Томсона о волновой природе электрона.
В Королевском Институте Брэгг неоднократно проявлял интерес к новым разработкам. Неплохой пример — его работа с жидкими кристаллами. Дискутируя с Фарадеевским Обществом касательно этого вопроса в Королевском Обществе в 1933 году, он заинтересовался слоистыми кристаллами, а затем просто и элегантно объяснил расположение нескольких равноудалённых слоёв в терминах циклидов Дупина. После этого он никогда больше не занимался вопросами жидких кристаллов. Этот пример показывает его пространственное воображение и умение его применить.
Позже Брэгг пришёл к выводу, что было бы неплохо заняться фундаментальными исследованиями, как, например, H.A.Jahn совместно с W.H.J.Childs разрабатывали математический аппарат для анализа спектра метана. Раньше Брэгг не занимался такими исследованиями, но всегда поддерживал.
До конца своих дней он интересовался так называемым явлением дополнительного отражения, или диффузией тени, которое наблюдалось на монокристаллах в интенсивном рентгеновском свете. Это явление наблюдалось время от времени, и в 1939 году G.D.Preston опубликовал статью, в которой этот эффект был тщательно изучен и объяснён влиянием дефектов в кристаллической структуре. После этого миссис Лонсдейл и H.Smith опубликовали тщательный анализ этого явления в органических и неорганических кристаллах, и Брэгг постоянно интересовался ходом исследований. Это явление и, в особенности, его объяснение были ему крайне интересны. Его не удовлетворяли выдвигаемые теории, объясняющие это тепловым движением в кристаллах, и он выдвинул более простую теорию на основе идей Престона о дефектах в кристаллах. Брэгг написал на эту тему несколько статей, которые фактически стали его последними статьями, написанными перед самой его смертью. Они были опубликованы после его смерти.

#### Общественное признание
В 1930 году Брэгг стал не только одной из важнейших фигур британской науки, но и кем-то вроде национального героя. В том году Королевское Общество вручило ему медаль Копли, высшую из возможных наград. В 1916 году он был удостоен премии Румфорда. Был почётным доктором в шестнадцати британских и зарубежных университетов, членом ведущих иностранных сообществ. В 1931 году он получил Орден Заслуг. Если какой-либо видный учёный давал лекции, Брэгг приглашался на них, и он соглашался, если находил возможность. Трудно описать, как он радовался таким событиям. После он получал благодарности и поздравления со всей неподдельной скромностью. Он никогда не терял свой особой живости, он всегда знал, что интересно аудитории.
В 1935 году Брэгг в возрасте 73 лет был избран президентом Королевского Общества. Его репутация, представительность, чувство собственного достоинства вместе с гениальностью, широкий кругозор и умение находить подходящие слова делали его прекрасным кандидатом на этот пост. Его доброта и простота в общении располагали к нему молодое поколение, уважение к традициям и истории — старое поколение, близкие связи с Тринити-Колледжем также сыграли свою роль. Благодаря своему характеру он смог установить связи с учёными из нацистской Германии, сделал многое для достижения взаимопонимания между странами.

### Деятельность в период Второй мировой войны
Война застала его за множеством обязанностей, но он не избегал и новых. Вскоре он стал не только президентом Королевского Общества и руководителем многих проектов в Королевском Институте, но и председателем научного комитета при продовольственной полиции, председателем комитета научных советников, председателем научного комитета при британском консульстве. Кроме того, он был членом департамента научных и промышленных исследований, а также занимал ряд других должностей, везде выкладывался по полной. Не каждый человек семидесяти семи лет сможет выполнять столько работы. Его голос по радио давал надежду сотням тысяч. Он живо интересовался обучением основам науки военных лётчиков и даже написал им в помощь книгу «История электромагнетизма». Естественно, он не собирался переводить всю научную деятельность в стране на военные рельсы, однако правительство настаивало. В 1940 году он сложил полномочия президента Королевского Общества, а также оставил некоторые другие посты, но обязанностей в Королевском Институте всё равно было много.
С мужеством и окрепнувшим чувством долга он прошёл через самый тяжёлый период войны, но его друзья с нескрываемым сожалением смотрели на то, как тяжело ему это давалось. С каждым днём его усилия обходились ему всё большей ценой. У него появились проблемы с сердцем, и ему пришлось избегать физических нагрузок, но молодой ум был по-прежнему его. Свою последнюю статью, связанную с его интересом к новому явлению, наблюдаемому в рентгеновских лучах, он написал в 1941 году и опубликовал в журнале «Nature». Во вторник, 10 марта 1942 года, этот галантный ветеран слёг, а двумя днями позже скончался.
Брэгг сделал ошеломительную карьеру. Вплоть до 40-летнего возраста он никогда не показывал желания заниматься собственными исследованиями. Однако немного позже, за короткий срок он сделал столько, что его имя скоро стало известным во всех областях физики того времени. За несколько лет он провёл тщательные эксперименты и с их помощью доказал и объяснил корпускулярную природу рентгеновских лучей. Далее он продемонстрировал волновую их природу. Он начал свою жизнь скромным юношей и закончил её как личность национального масштаба.
Брэгг ценил семью, находясь вместе с детьми и, чуть позже, внуками, он был счастлив как никогда. Он принимал живое участие в карьере своего талантливого сына. Получая новое назначение, он реагировал на это с неподдельным удивлением и восторгом. Во время посвящения сына в рыцари, когда он стал сэром Лоренсом, отец был вне себя от радости. Также источником его счастья была его дочь.
Религия сыграла важную роль в жизни Брэгга. У него не было строгих догматических взглядов, но был при этом благочестивым человеком. В разговорах он старался избегать слабых сторон людей, независимо от того, насколько серьёзен был разговор. О многих вещах предпочитал просто не говорить. Он обладал большой религиозной терпимостью и не вступал в споры с людьми другой точки зрения. Некоторые его мысли можно найти в его труде «Наука и вера».
Брэгг отчасти обладал тем, что называется чисто английскими чертами. Он любил и уважал традиции, особенно те, что были связаны с учреждениями, с которыми был связан. Не обладая излишним педантизмом, он завоевал популярность у окружающих. Во многом он напоминал Фарадея, Тиндаля, Томсона. Он украшал не только английскую науку, но и образование, был великим учителем, чья смерть стала личной потерей для многих, кто его знал. Он ушёл как олицетворение великого периода в истории английской физики.

## Достижения
В своих научных работах Брэгг занимался явлениями радиоактивности и рентгеновского излучения. Например, он исследовал поглощение и ионизирующее действие излучения в зависимости от расстояния до источника.
В 1913 году совместно с сыном Брэгг занялся изучением дифракции рентгеновских лучей, годом ранее открытой М. фон Лауэ. Предположив, что атомы в кристаллах образуют семейства параллельных плоскостей, отец и сын предложили формулу, связывающую длину волны излучения, расстояние между параллельными плоскостями кристалла и угол, под которым наблюдается дифракционный максимум. Это же условие в том же году было независимо получено русским кристаллографом Ю. В. Вульфом и в отечественной научной литературе получило название уравнения Вульфа-Брэггов (в западной литературе имя Вульфа не используется). Это уравнение легло в основу рентгеноструктурного анализа. Помимо уравнения, описывающего закон дифракции, Брэгг создал первый прибор для регистрации дифракционной картины и вместе с сыном разработал основы метода определения структуры кристаллов по дифракционной картине рентгеновских лучей. Использование этого прибора позволило Брэггам установить структуру многих простых кристаллов, первым из которых был NaCl.
За эту работу У. Г. Брэгг, совместно со своим сыном У. Л. Брэггом, получил в 1915 году Нобелевскую премию по физике «за заслуги в исследовании кристаллов с помощью рентгеновских лучей».

## Награды и отличия
- Мемориальная доска в память о У. Г. Брэгге, Лидский университетНобелевская премия по физике, 1915
- медаль Маттеуччи, 1915
- Медаль Барнарда, 1915
- Бейкеровская лекция, 1915
- медаль Румфорда, 1916
- командор Британской империи, 1917

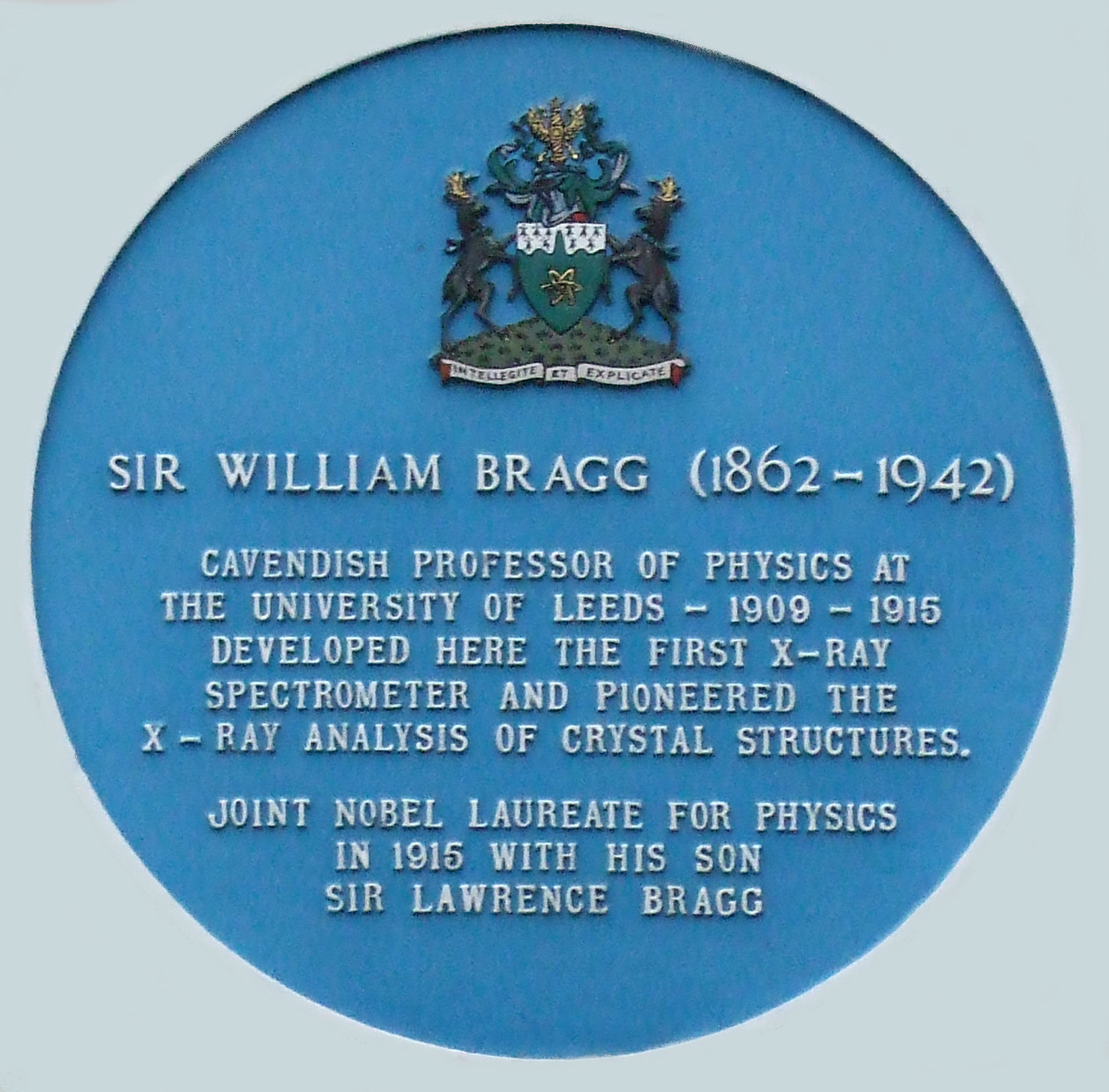
Мемориальная доска в память о У. Г. Брэгге, Лидский университет

- рыцарь командор Британской империи, 1920
- Кельвиновская лекция (1921, 1935)
- медаль Копли, 1930
- Медаль Франклина, 1930
- орден «За заслуги», 1931
- Медаль Фарадея, 1936
- Премия Джона Карти, 1939
- Почётный член Венгерской АН (1940).

## Память
В честь Уильяма Генри Брэгга в 1970 году назван кратер на Луне.

### Издания на русском языке
- Брэгг У. В мире атомов и молекул, Л., 1926.
- Брэгг У. Введение в анализ кристаллов, М.-Л., 1930.
- Брэгг У. История электромагнетизма, М.-Л., 1947.
- Брэгг У. Мир света. Мир звука. М.: Наука, 1967.